# East Ithaca
East Ithaca és una concentració de població designada pel cens dels Estats Units a l'estat de Nova York. Segons el cens del 2000 tenia 2.192 habitants.

## Demografia
Segons el cens del 2000, East Ithaca tenia 2.192 habitants, 1.017 habitatges, i 474 famílies. La densitat de població era de 489,2 habitants/km².
Dels 1.017 habitatges en un 19,4% hi vivien nens de menys de 18 anys, en un 39,2% hi vivien parelles casades, en un 5,8% dones solteres, i en un 53,3% no eren unitats familiars. En el 31,7% dels habitatges hi vivien persones soles el 7,1% de les quals corresponia a persones de 65 anys o més que vivien soles. El nombre mitjà de persones vivint en cada habitatge era de 2,16 i el nombre mitjà de persones que vivien en cada família era de 2,66.
Per edats la població es repartia de la següent manera: un 15,2% tenia menys de 18 anys, un 15% entre 18 i 24, un 41% entre 25 i 44, un 18,9% de 45 a 60 i un 9,9% 65 anys o més.
L'edat mediana era de 31 anys. Per cada 100 dones de 18 o més anys hi havia 103,1 homes.
La renda mediana per habitatge era de 37.500 $ i la renda mediana per família de 56.742 $. Els homes tenien una renda mediana de 38.676 $ mentre que les dones 25.125 $. La renda per capita de la població era de 23.988 $. Entorn de l'1,5% de les famílies i el 15,1% de la població estaven per davall del llindar de pobresa.